# Элк-Ривер (Миннесота)
Элк-Ривер (англ. Elk River) — город в округе Шерберн, штат Миннесота, США. На площади 113,5 км² (110,5 км² — суша, 3 км² — вода), согласно переписи 2009 года, проживают 23 231 человек. Плотность населения составляет 0 чел/км². 
- Телефонный код города — 763
- Почтовый индекс — 55330
- FIPS-код города — 27-18674[2]
- GNIS-идентификатор — 0643266[3]